# Mohamed Bouazizi
Mohamed Bouazizi (arabisch محمد البوعزيزي, DMG Muḥammad al-Būʿazīzī; vollständig Tarek al-Tayeb Mohamed Bouazizi; * 29. März 1984 in Sidi Bouzid; † 4. Januar 2011 in Ben Arous) war ein tunesischer Gemüsehändler, dessen Selbstverbrennung am 17. Dezember 2010 in Sidi Bouzid unmittelbarer Auslöser der Revolution in Tunesien 2010/2011 war, die nach 23 Jahren Herrschaft zum Sturz von Präsident Zine el-Abidine Ben Ali führte und den Arabischen Frühling auslöste.

## Selbstverbrennung
Bouazizi musste nach dem frühen Tod seines Vaters als Jugendlicher seine Mutter und seine fünf Geschwister ernähren. Daher betätigte er sich als Gemüsehändler mit einem mobilen Marktstand.
Ursache für seine Selbsttötung war die mehrfache Schließung seines Gemüsestands wegen einer fehlenden Genehmigung, die Beschlagnahme seiner Produkte und seiner Waage, seine erfolglose Beschwerde bei der Stadtverwaltung sowie die anschließenden Misshandlungen auf der Polizeiwache. Vor seinem Tod wurde der wegen seiner schweren Verbrennungen am ganzen Körper mit Verbänden eingewickelte Mohamed Bouazizi vom tunesischen Präsidenten Zine el-Abidine Ben Ali im Krankenhaus in Ben Arous bei Tunis besucht. Dort starb er am 4. Januar 2011.
„Seine Tat war der Funke, der den Flächenbrand entzündet und letztlich die ganze arabische Welt verändert hat“, schrieb Ibrahim al-Koni am 1. März 2011 im Tagesspiegel.

## Nachahmungen
Bouazizis Tat fand mehrmals Nachahmer, zum Beispiel in Tunesien, Marokko, Algerien, Mauretanien und Ägypten.

## Ehrungen
Der vom Europäischen Parlament verliehene Sacharow-Preis für geistige Freiheit ging im Jahr 2011 neben vier weiteren Persönlichkeiten des Arabischen Frühlings auch postum an Mohamed Bouazizi, mit der Begründung „Mohamed Bouazizi steckte sich aus Protest über Demütigungen durch tunesische Behörden in Brand. Sein Tod löste die Proteste des Arabischen Frühlings aus.“
Im 14. Arrondissement von Paris, unweit des Parc Montsouris, wurde ein Platz nach Bouazizi benannt.
Die tunesische Post widmete seinem Andenken eine Briefmarke.